# Artur Rosa
Artur Rosa (Lisboa, 6 de março de 1926 — 24 de março de 2020) foi um arquiteto e escultor português.

## Biografia e obra

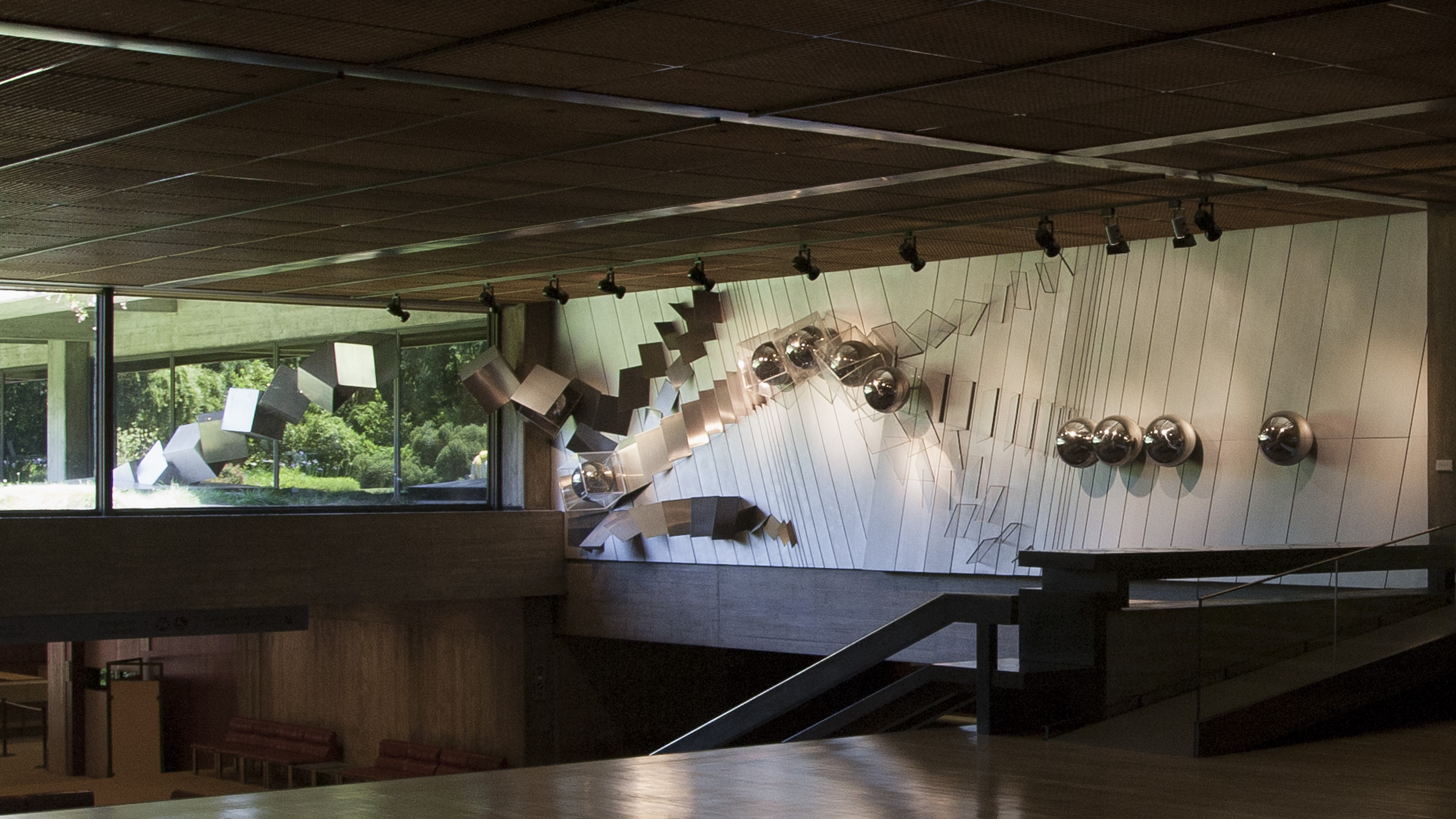
Escultura de Artur Rosa, Fundação Calouste Gulbenkian, Lisboa

Formou-se em arquitetura na Escola Superior de Belas-Artes de Lisboa (1949-1957). Além da arquitetura e da escultura (atividade que exerceu a partir de 1951), também realizou trabalhos de cenografia e figurinos para o Ballet Gulbenkian e para o TEC. Expôs em inúmeras mostras coletivas. Realizou exposições individuais na Galeria Buchholz, Lisboa (1967), Galeria Judite Dacruz, Lisboa (1973), Galeria EMI – Valentim de Carvalho (1985 – com Helena Almeida).
"Na obra inteligente de Artur Rosa, muito cedo abandonada mas muito rica na sua promessa de investigação formal, encontramos ecos de uma investigação «op» que, continuada, poderia ter-se saldado num contributo marcante para a nova arte portuguesa, como bem o testemunha a obra pública que figura ainda hoje nas instalações da Fundação Calouste Gulbenkian" . Dentro de uma opção formal semelhante, em 1971 concebeu uma outra escultura formada por um conjunto de cubos metálicos, de um vermelho vivo, que foi implantada na Av. Conde de Valbom, Lisboa, em 1999 
Na sua obra arquitetónica deve assinalar-se a Estação de Metropolitano do Terreiro do Paço, Lisboa, galardoada com o prestigiado Prémio Valmor e Municipal de Arquitetura 2007. 
Durante mais de 50 anos, Artur Rosa retratou o trabalho da mulher, Helena Almeida, uma das mais destacadas artistas portuguesas do século XX. Faleceu aos 94 anos de idade, vítima de pneumonia.

### Escultura, 1971-99, Av. Conde de Valbom

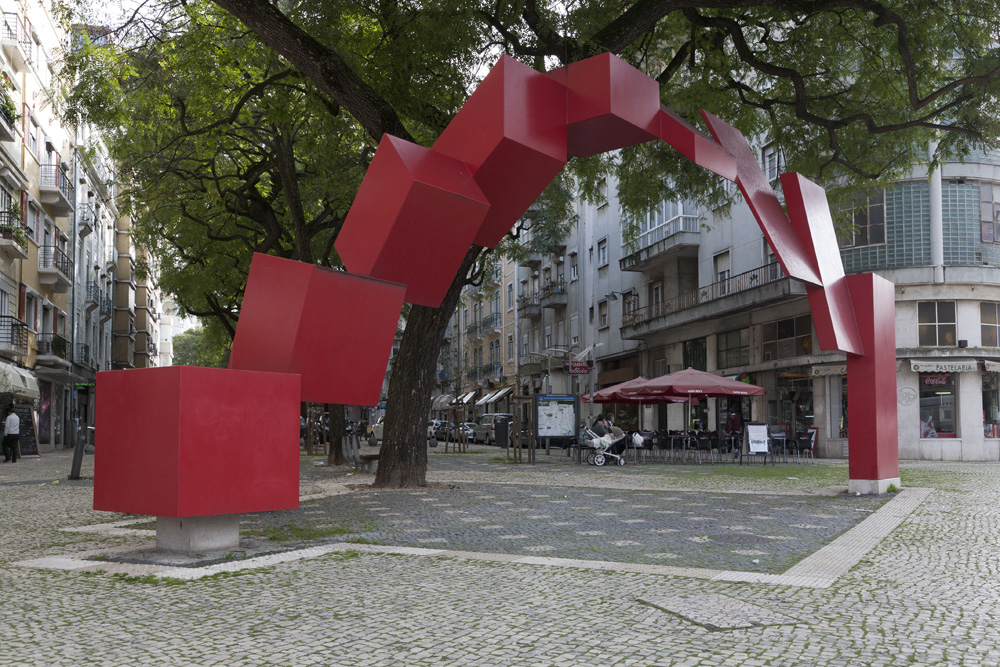
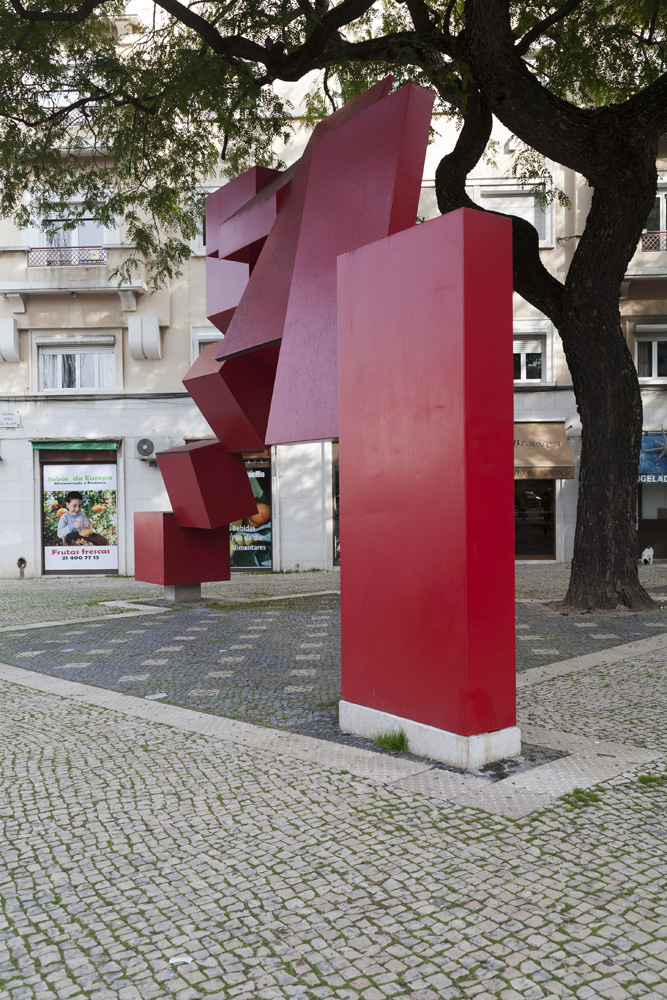
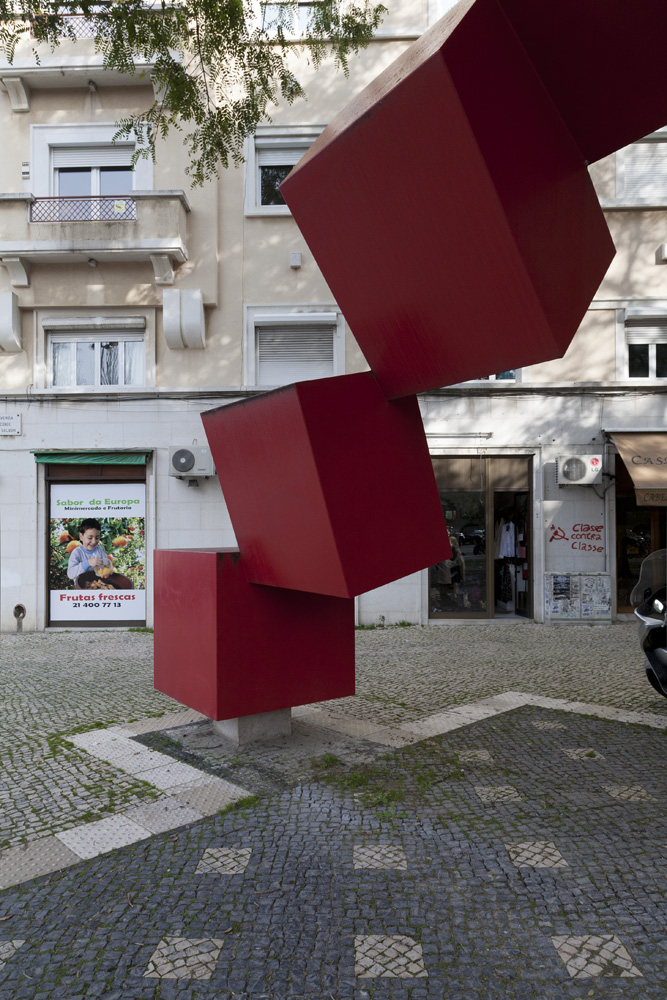

### Estação de Metropolitano do Terreiro do Paço

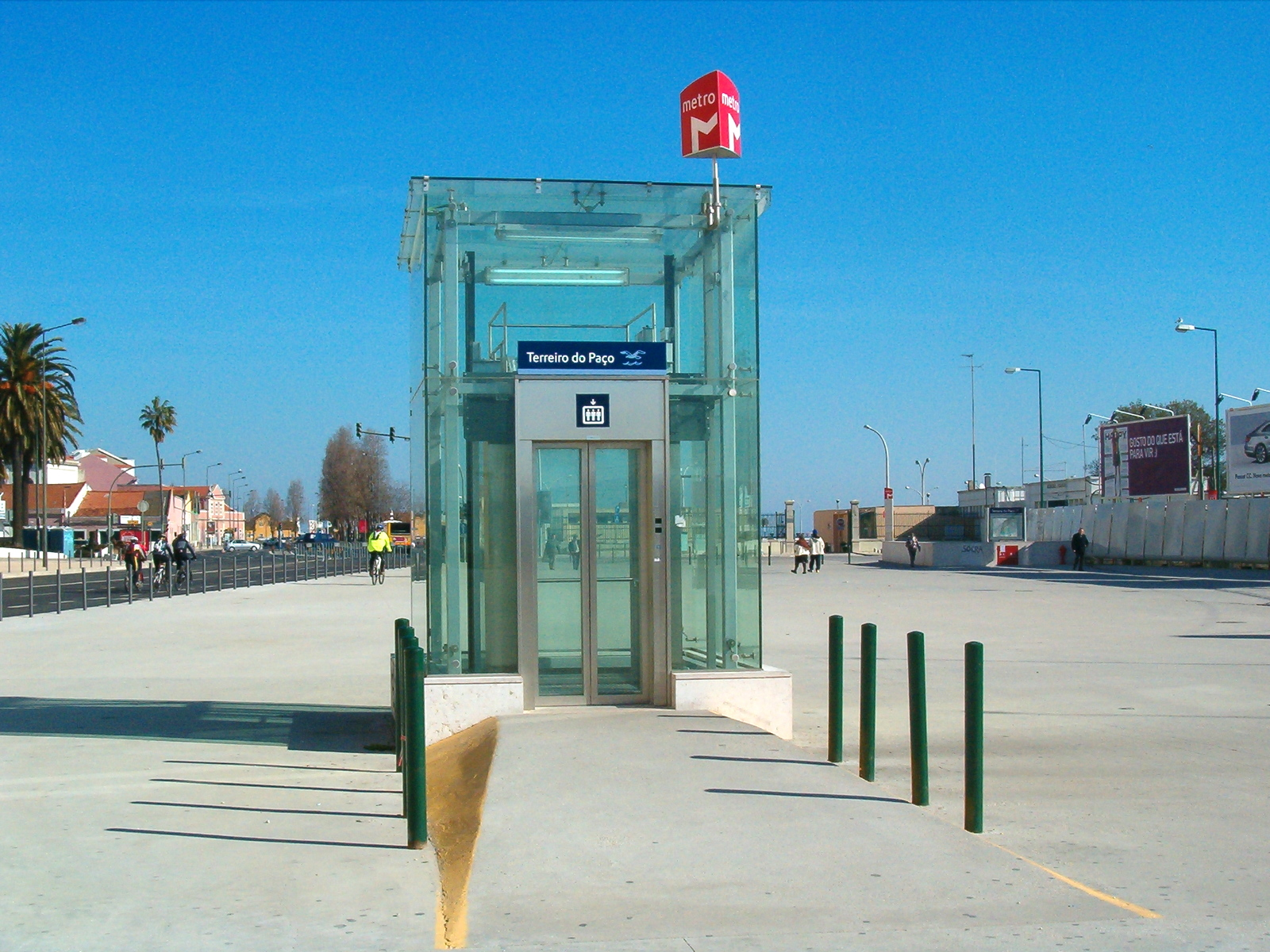
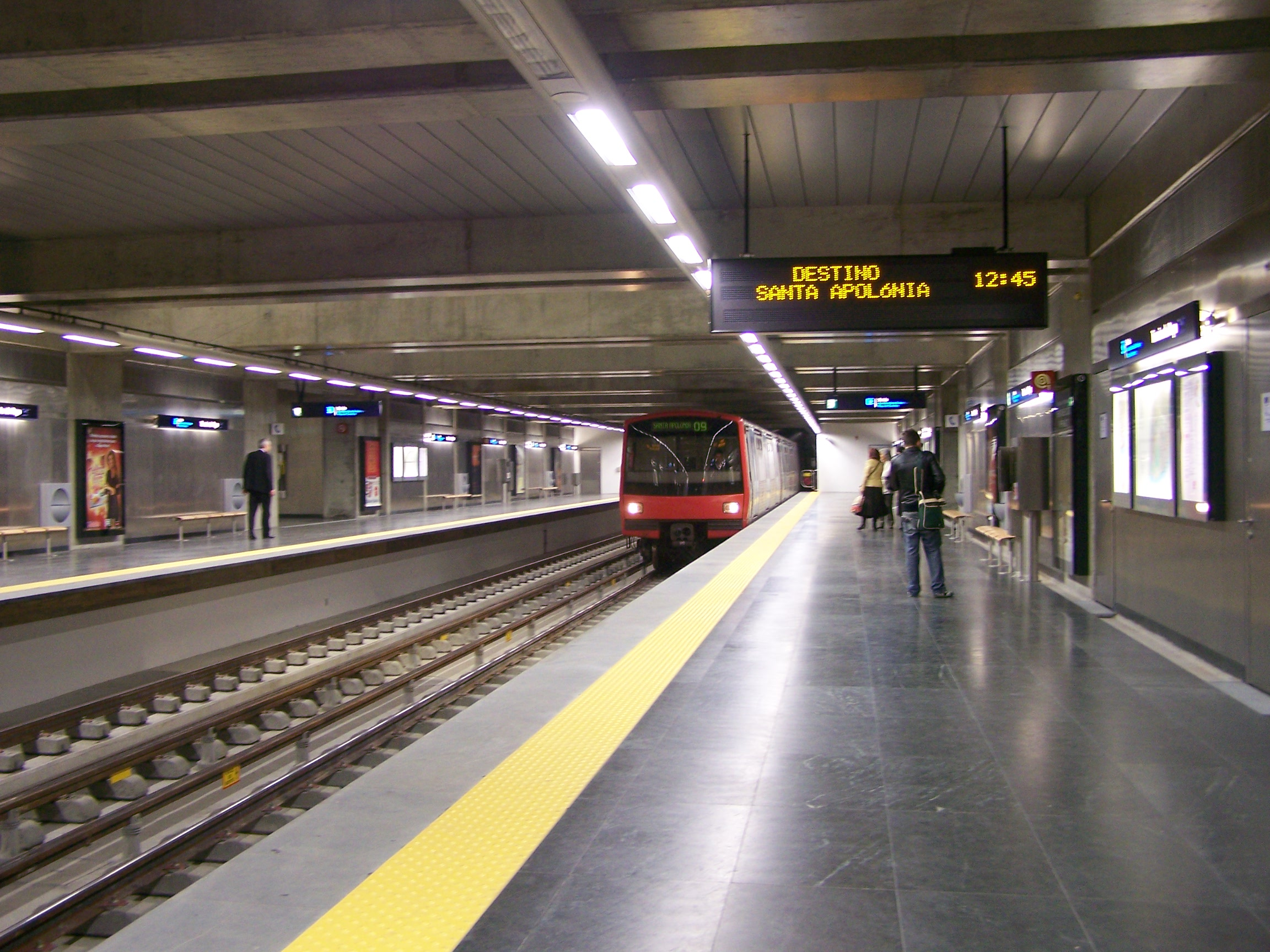
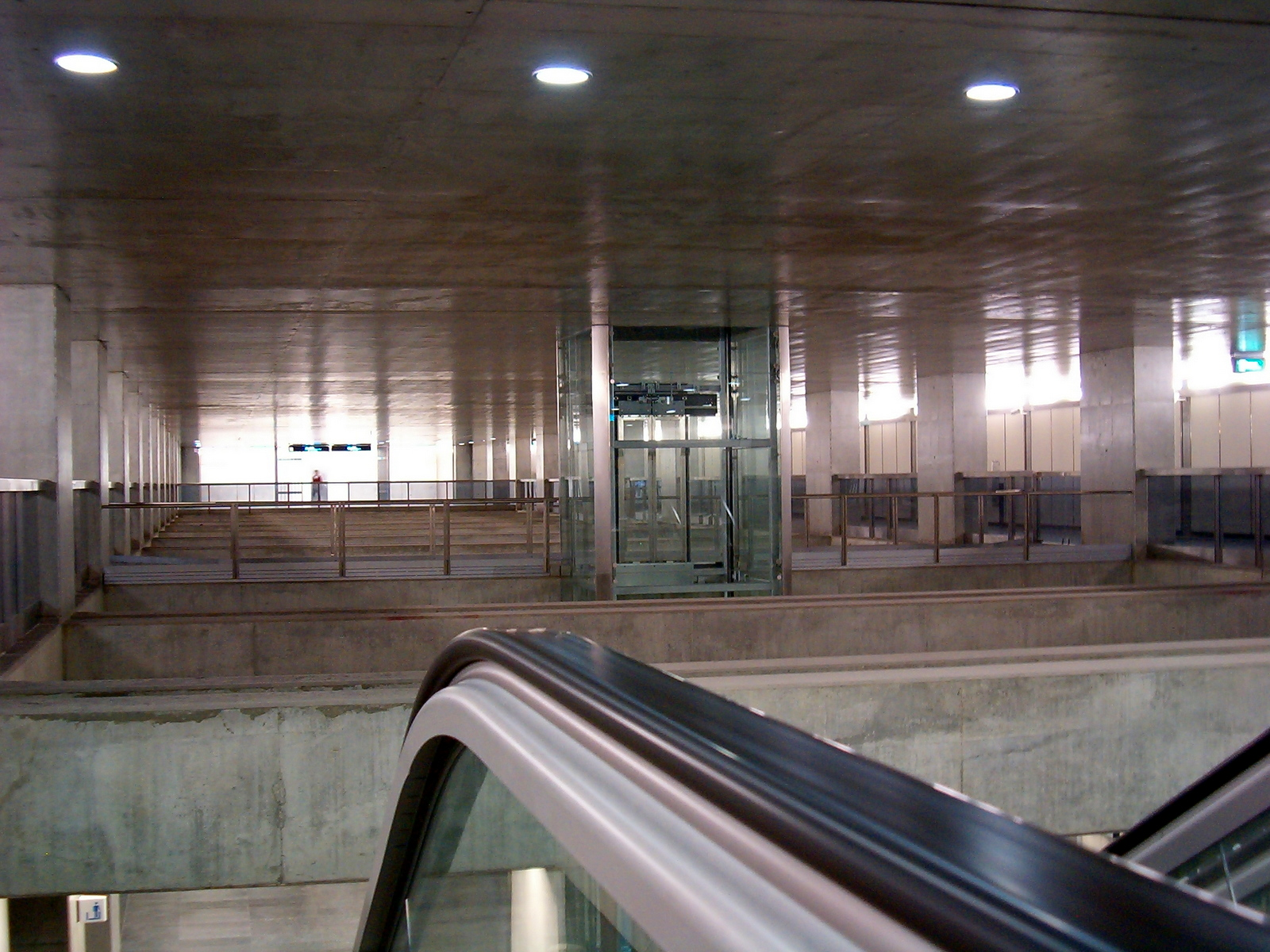
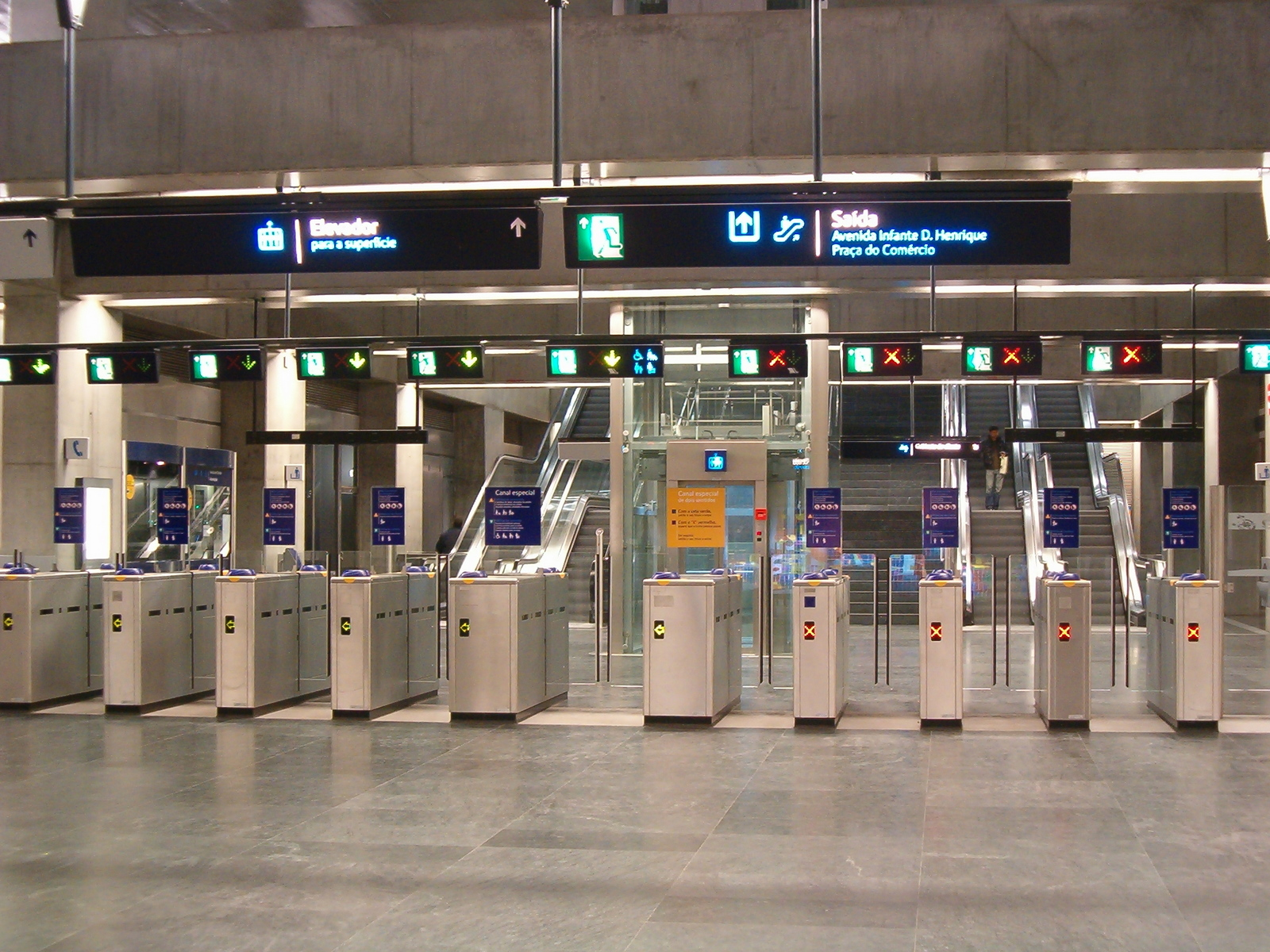